# Пертиль, Мерл
Мерл Перти́ль (англ. Merle Pertile; 23 ноября 1941, Уиттиер, Калифорния, США — 21 февраля 1997, Калифорния, США) — американская фотомодель и киноактриса
.

## Биография
Мерл выросла в штатах Индиана и Иллинойс, а затем переехала в Лос-Анджелес, где заключила контракт с Universal Studios. Она появилась во втором сезоне телесериала Playboy's Penthouse (1960—1961). Там Пертиль познакомилась с Хью Хефнером. В январе 1962 года девушка была Playmate журнала Playboy.
Мерл Пертиль умерла в 55-летнем возрасте 21 февраля 1997 года. В результате осложнений операции на сердце она скончалась, не приходя в себя.